# Пивница Славонска
Пивница Славонска је насељено мјесто у општини Сухопоље, у Славонији, у Вировитичко-подравској жупанији, Република Хрватска.

## Географија
Пивница Славонска се налази око 13 км јужно од Сухопоља.

## Историја
До територијалне реорганизације у Хрватској насеље се налазило у саставу бивше општине Вировитица.

## Становништво
Пивница Славонска је према попису из 2011. године имала 53 становника.
| Националност       | 1991. | 1981. | 1971. | 1961. |
| Срби               | 75    | 121   | 164   | 208   |
| Хрвати             | 26    | 32    | 59    | 62    |
| Југословени        | 4     | 12    | 28    | 5     |
| остали и непознато | 1     | 2     | 14    | 5     |
| Укупно             | 106   | 167   | 265   | 280   |

| Демографија | Демографија | Демографија |
| Година      | Становника  | Становника  |
| ----------- | ----------- | ----------- |
| 1961.       | 280         |             |
| 1971.       | 265         |             |
| 1981.       | 167         |             |
| 1991.       | 106         |             |
| 2001.       | 70          |             |
| 2011.       |             | 53          |